# Małachowo-Złych Miejsc
Małachowo-Złych Miejsc – wieś sołecka w Polsce położona w województwie wielkopolskim, w powiecie gnieźnieńskim, w gminie Witkowo.

## Etymologia nazwy
Człon Małachowo pochodzi od nazwy osobowej Małoch i jest zaświadczony już w 1271 roku w postaciach de Malochow i de Malochowo. Późniejsze przejście 'o' w 'a' jest przypuszczalnie wynikiem harmonii wokalnej.
Człon odróżniający Złych Miejsc pochodzi od nazwy osobowej Złe Mięso (najstarszy znany zapis w imieniu Petrus Slemosszo de Malochow w 1397 roku), stosowanej w nazwie wsi w dopełniaczu liczby mnogiej. Pierwotnie był on w tej roli zrostem Złemięsic, ale potem obie jego części zestawiano jako Złe Mięsic. Z czasem część Mięsic stała się niezrozumiała i uległa adideacjom: najpierw do formy Mięsisk w XVI wieku, aby ostatecznie przybrać współczesną postać Miejsc.

## Historia
We wczesnym średniowieczu na terenie współczesnego Małachowa-Złych Miejsc istniała warownia. Jej pozostałości zachowały się bardzo dobrze. Są położone na terenie nizinnym. Jest to grodzisko wklęsłe, które powstawało w dwóch fazach, sądząc po jego kształcie. Do wybudowanej wcześniej części północnej w kształcie pierścienia o średnicy zewnętrznej około 70 m przylega podkowiasta część południowa o wymiarach około 80 × 50 m, którą zapewne dobudowano po zlikwidowaniu południowego fragmentu pierwotnych umocnień, przy czym wykopano wówczas również zachowaną fosę o szerokości około 9 m.  Ostateczne wymiary grodu to około 100 × 80 m na zewnątrz i 48 × 45 m wewnątrz. Szerokość wałów to 12 m, przy czym zachowały się one do wysokości między 4 a 4,5 m. Bardzo ograniczone badania datują jego okres funkcjonowania pomiędzy VI wiekiem a pierwszą połową XIV wieku. Oznacza to że może pochodzić z okresu plemiennego lub z czasów kształtowania się państwowości polskiej. W pobliżu istniała osada otwarta, datowana na podstawie znalezionej na powierzchni ziemi ceramiki pomiędzy połową X a połową XI wieku. Kara i Makohonienko zaliczyli go do zespołu najwcześniejszych grodów zakładanych w pierwszej połowie i na początku drugiej połowy X wieku na surowym korzeniu na terenie pierwotnej domeny piastowskiej.
Jak podawał ks. Stanisław Kozierowski w książce o historii struktury parafialnej Archidiecezji Gnieźnieńskiej, wszystkie wsie o nazwie Małachowo w okolicy Witkowa miały powstać na terenach wykarczowanych w Puszczy Mokowskiej nad rzeką Mokownicą.
W XV i XVI wieku Małachowo-Złych Miejsc, razem z sąsiednimi Małachowami, należało do parafii św. Mikołaja w Witkowie.
Wszystkie te wsie były zamieszkane przez szlachtę zagrodową, która zwykle nie miała żadnych kmieci i sama trudniła się uprawą swoich gospodarstw, które mogły mieć od nawet poniżej jednego łana, do najwyżej 2 lub 3 łanów. Rejestr z 1535 roku podawał 8 działów w Małachowie-Złych Miejsc, a w 1564 już tylko 3 działy. Każdy z działów albo był zamieszkany przez odrębną rodzinę szlachecką, albo stanowił fragment majątku drobnoszlacheckiego, złożonego z rozrzuconych kilku takich działów, z pojedynczymi kmieciami. Dwory płaciły dziesięcinę na rzecz parafii, a kmiecie, jeśli w nich w ogóle byli, oprócz dziesięciny po korczyku żyta.
Teki Dworzaczka przechowywane w Bibliotece Kórnickiej wskazują, że jeszcze w roku 1687 we wsi jakieś działy miała rodzina Małachowskich, gdyż Władysław Małachowski i Samuel Hieronim Bieganowski dokonali w tym roku wzajemnego skwitowania z kontraktu o części tej miejscowości.
Na przełomie XIX i XX wieku wieś miała status dominium (Gutsbezirk) w powiecie gnieźnieńskim. W 1885 roku jego powierzchnia wynosiła 1468 mórg. We wsi było 7 domów zamieszkanych przez 168 osób, wszystkie wyznania katolickiego, w tym 64 analfabetów. Właścicielem wsi był Franciszek Żółtowski.
W latach 1975–1998 miejscowość administracyjnie należała do województwa konińskiego.
W grudniu 2017 uchwałą Rady Miejskiej Witkowo z sołectwa Małachowo-Złych Miejsc wydzielono nowo utworzone sołectwo Małachowo-Szemborowice.

### Archeologia
W 1859 w czasie prac rolnych na terenie wsi nieopodal grodziska znaleziono przypadkowo, pochodzącą prawdopodobnie z warsztatów nadczarnomorskich brązową figurkę Izydy karmiącej Horusa (wys. 0,195 m). Posążek z czasem uchrystianizowano,  pozbawiając go boskich atrybutów. Zostały spiłowane rogi i dysk solarny.
Rzeźba dotarła na współczesne ziemie polskie około IV wieku, przemieniona zapewne przez Gotów w Madonnę z Dzieciątkiem Jezus - mit ocalony w pamięci przez środowiska gnostyczne.  Goci po chrystianizacji znad Morza Czarnego wyruszyli na północ starym, uczęszczanym przez dwa stulecia szlakiem biegnącym przez Wielkopolskę, gdzie figurka Izydy nieopodal Gniezna została zdeponowana bądź zagubiona. Znalezisko zostało przekazane do Muzeum Archeologicznego w Poznaniu, gdzie zaginęło podczas II wojny światowej. Figurka Izydy-Madonny jest jedynym znaleziskiem tego rodzaju w Polsce. Zabytek znajduje się we wszystkich opracowaniach omawiających  importy prowincjonalnorzymskie w Polsce.
Na terenie wsi znajduje się figura pomnikowa przedstawiający egipską boginię Izydę z Horusem.

## Geografia
Małachowo-Złych Miejsc położone jest w makroregionie Pojezierze Wielkopolskie, mezoregionie Równina Wrzesińska.
Dla klimatu gminy, w której leży Małachowo-Złych Miejsc, charakterystyczne jest to, że w kolejnych latach występują znaczne różnice w przebiegu pór roku, które same także cechują się dużą zmiennością pogody. Opady są małe, a amplitudy temperatur podobne do średnich krajowych. Poziom pokrycia nieba chmurami to średnio rocznie 6,6–6,8 w sali od 0 do 10 (wartość obliczona dla całego województwa), przy wilgotności względnej średnio 78%. Długość okresu wegetacyjnego roślin wynosi ok. 210 dni (wartość obliczona dla gminy). Łącznie jest to makroklimat centralny o cechach kontynentalnych, z brakiem określonych mas powietrza. W połączeniu z ukształtowaniem terenu stwarza to dogodne warunki dla rozwoju rolnictwa.
Do Małachowa-Złych Miejsc doprowadzone są sieci wodociągowa i kanalizacyjna.